# Verband Deutscher Radrennveranstalter
Verband Deutscher Radrennveranstalter (VDR) företräder intressena för arrangörer av cykeltävlingar på landsväg och bana i Tyskland.
Förbundet grundades år 1900 och anordnade under de första åren egna världsmästerskap i konkurrens med UCI. Under tiden har den dock förlorat i betydelse och är huvudsakligen ansvarig för att organisera tyska evenemang så att de passar in i den internationella tävlingskalendern.